# 199 (număr)
199 (o sută nouăzeci și nouă) este un număr natural precedat de 198 și urmat de 200.

## În matematică
- 199 este al 46-lea număr prim
- 199 este un număr impar
- 199 este un număr centrat triunghiular
- 199 este un număr centrat poligonal 33-gonal număr
- 199 este un număr deficient, deoarece suma sa alicotă, 1, este mai mică de 199
- 199 este un număr Lucas
  - 199 este un număr prim aditiv.[3][4]
  - 199 este un număr prim Chen
  - Este un număr prim cubic generalizat.[5]
  - Este un număr prim Labos.[6][7]
  - 199 este un număr prim permutabil care poate avea cifrele schimbate și poate crea un alt număr prim (991)
  - 199 este un prim geamăn cu 197
  - Este un număr prim circular.[8]
  - Este un număr mirp (prim reversibil).[9][10]
  - Este un număr prim slab.[11][12]
  - 199 este suma a trei numere prime consecutive : 61 + 67 + 71
  - 199 este suma a cinci numere prime consecutive: 31 + 37 + 41 + 43 + 47
  - 199 este a patra parte a unui cvadruplu prim: 191, 193, 197, 199
- 199 este un număr fără pătrat
- 199 este primul număr prim dintr-o succesiune de 10 numere prime consecutive cu diferență comună 210 (Tao și Green 2008; vezi R.Taschner "Die Farben der Quadratzahlen" p. 147) pentru k = 10 cele zece prime sunt 199+j*210; j=0 to 9; 199;199+210=409;409+210=619...1879+210=2089.

## In filme
- 199 Lives: The Travis Pastrana Story, un documentar din 2008 despre legenda sporturilor extreme Travis Pastrana

## În transport
- Arado Ar 199 a fost un hidroavion, un monoplan, cu aripi joase, proiectat în 1938, din care au fost construite două prototipuri¨

## În alte domenii
199 este de asemenea:
- Anul 199 î.Hr. sau 199
- Minusculul 199 este un manuscris minuscul grecesc al Noului Testament, scris pe pergament
- 199 Byblis este un asteroid mare al Centurii de asteroizi